# 海南紋胸鮡
海南紋胸鮡（学名：Glyptothorax hainanensis），為輻鰭魚綱鯰形目鮡科的一種熱帶淡水魚類，其种加词“hainanensis”意为“海南的”。分布於亞洲中國海南島及越南淡水流域，體長可9公分，棲息在底層水域，生活習性不明。